# Шамфоржьоил
Шамфоржьоѝл (на френски: Champforgeuil) е град в източна Франция, част от департамент Сон е Лоар в регион Бургундия-Франш Конте. Населението му е около 2 400 души (2013).
Разположен е на 252 метра надморска височина в долината на река Сона, на 5 километра северно от центъра на Шалон сюр Сон и на 59 километра южно от Дижон. Селището е предградие на Шалон.